# Woiwodschaft Czernihów
Die Woiwodschaft Czernihów (polnisch Województwo czernihowskie, lateinisch Palatinatus czernihoviensis, ukrainisch Чернігівське воєводство/Tschernihivske woewodstwo, deutsch Palatinat Tschernigow) war eine Verwaltungseinheit der polnisch-litauischen Adelsrepublik im ruthenischen Teil der Provinz Kleinpolen auf dem Gebiet der früheren Fürstentümer Tschernigow und Sewerien der Kiewer Rus. Sie bestand von 1635 bis 1648/1667. Hauptort war Czernihów (heute Tschernihiw). Das Gebiet liegt auf dem Territorium der Ukraine.

## Geschichte
Die Stadt Czernihów kam 1618 von Russland zu Polen-Litauen. 1635 wurde die Woiwodschaft Czernihów gegründet. Im Chmelnyzkyj-Aufstand von 1648 ging das Gebiet faktisch für Polen wieder verloren, mit dem Vertrag von Andrussowo im Jahre 1667 ging es offiziell wieder an Russland.
Adelstitel von Czernihów wurden allerdings weiter bis 1795 vergeben.

## Verwaltungseinteilung
Hauptort, also Sitz des Woiwoden, des Landgerichts und des Landtags (Sejmik):
- Czernihów

Landkreise:
- Powiat Czernihów (Powiat czernihowski), Sitz in Czernihów
- Powiat Nowogród (Powiat nowogrodzki siewierski), Sitz in Nowogród

Die Woiwodschaft hatte 2 Senatoren: den Woiwoden und einen Kastellan. Es gab ebenfalls 2 Landstaroste (Starosta grodowy), je einen aus jedem Landkreis (Powiat).

## Woiwode
- Marcin Kalinowski (1635–1652) (Hetman der polnischen Krone)

## Kastellan
- Jan Odrzywolski (1646–1652)

## Königstitulatur
Seit 1635 führten die Könige von Polen auch die Bezeichnung Fürst von Sewerien und Czernihów (lateinisch dux Severiae, Czernichoviaeque, polnisch Książę siewierski i czernihowski) in ihrer Titulatur, als erster Władysław IV. Wasa (polnischer König und Großfürst von Litauen 1632–1648):

„Vladislaus Quartus Dei gratia rex Poloniae, magnus dux Lithuaniae, Russiae, Prussiae, Masoviae, Samogitiae, Livoniaeque, Smolenscie, Severiae, Czernichoviaeque necnon Suecorum, Gothorum Vandalorumque haereditarius rex, electus magnus dux Moschoviae.“
(„Wladislaw IV., durch Gnaden Gottes König von Polen, Großfürst von Litauen, Rus, Preußen, Masowien, Samogitien, Livland, Smolensk, Sewerien, Czernihów, ebenso Erbkönig der Schweden, Goten und Vandalen, erwählter Großfürst von Moskau“)

Ebenso Johann II. Kasimir (1648–1668), Michael I. (1669–1673), u. a.